# Hendrik van Isendoorn

Wapen van het geslacht Van Isendoorn

Hendrik van Isendoorn of Hendrik van Isendoorn à Blois ( — 1594) was heer van het hof van de Heerlijkheid Bredevoort, pandhouder en drost van Bredevoort en erfmaarschalk van het hertogdom Limburg. Hij was een neef en erfgenaam van de Gelderse maarschalk Maarten van Rossum.

## Levensloop
Isendoorn was een zoon van Johan van Isendoorn en Margaretha van Rossum. Hij trouwde met Sophia van Stommel. Van Isendoorn voltooide de bouw  van het kasteel De Cannenburgh in Vaassen, dat hij van zijn moeder had geërfd. De familie Van Isendoorn, die zich voortaan Van Isendoorn à Blois zou noemen naar de hun beweerde afstamming van de Franse graven van Blois uit het huis Châtillon, heeft de Cannenburch tot diep in de 19e eeuw bewoond.